# Дуататхор-Хенутаві
Дуататхор-Хенутаві, Хенуттаві або Хенттаві («Поклонниця Хатхор; Володарка двох земель») — давньоєгипетська принцеса, а пізніше королева.

## Сім'я
Ймовірно, Хенутаві була дочкою Рамзеса XI, останнього короля 20-ї династії від Тентамун.
Місце Хенутаві в королівських родинах кінця 20-ї та початку 21-ї династії не зовсім зрозуміле і відкрите для тлумачення. Дуататхор-Хенутаві мала кілька титулів, у тому числі Королівська дочка; Дружина короля; королівська мати; Леді двох земель; Володарка двох земель; Дочка великої королівської дружини; Найвидатніший співець Амона; Мати великої королівської дружини; Мати верховного жерця Амона; Мати генералісимуса.
Едвард Ф. Венте припустив, що Хенутаві була дочкою Смендеса і королеви Тентамун, дружиною Пінуджема I і матір'ю фараона Псусеннеса та його дружини Мутноджмет, верховного жерця Амона Менхеперре, генералісимуса Півдня і Півночі Менхеперре і Божа дружина Амона Мааткаре. Кеннет Кітчен припустив, що в цей період існувало дві жінки на ім'я Хенутаві, щоб пояснити деякі титули, пов'язані з іменем Хенутаві.
Венте вважав, що Хенутаві була дружиною Пінеджема I, фіванського верховного жерця Амона, який був фактичним правителем Верхнього Єгипту і пізніше отримав титул фараона.
Засвідчені титули Хенутаві допомагають нам визначити, хто з дітей Пінеджема був її: Псусеннес I, який став фараоном у Танісі; його дружина Мутнеджмет; і Мааткаре, яка стала дружиною Бога Амона. Цілком ймовірно, що вона також була матір'ю Хенттаві, яка зображена разом із Мааткаре та Мутнеджметом у Карнаку. Важче визначити первосвященика, згаданого в її титулах: троє синів Пінеджема, Масагарта, Джедхонсуефанх і Менхеперра стали верховними жерцями, і один, два або всі троє могли бути сином Дуатхатор-Хенутаві.
Нівінський припустив, що Хенутаві була дочкою Рамзеса XI і Тентамун. Додсон впізнає двох королев на ім'я Тентамун. Одна — дружина Рамзеса XI і мати Хенутаві. Ця цариця згадується в похоронному папірусі королеви Хеннутаві. Інша королева на ім'я Тентамун була, ймовірно, дочкою Рамсеса XI і, можливо, рідною сестрою Хенутаві, і вона була одружена з Смендесом. Останній Тентамун згадується в «Історії Венамун».
Дуататхор-Хенутаві згадується до сходження її чоловіка на трон на чаші, знайденій у Танісі, на дверній перемичці та на рельєфі в храмі Хонсу в Карнакському храмовому комплексі. Навіть тут вона згадується як королева, її ім'я написано на картуші. Пізніше вона також згадується на стелі в Коптосі, у храмі Мут у Карнаку та на кількох предметах, знайдених у гробниці її сина в Танісі. Вона зображена на фасаді храму Хонсу в Карнаку.

## Смерть і поховання

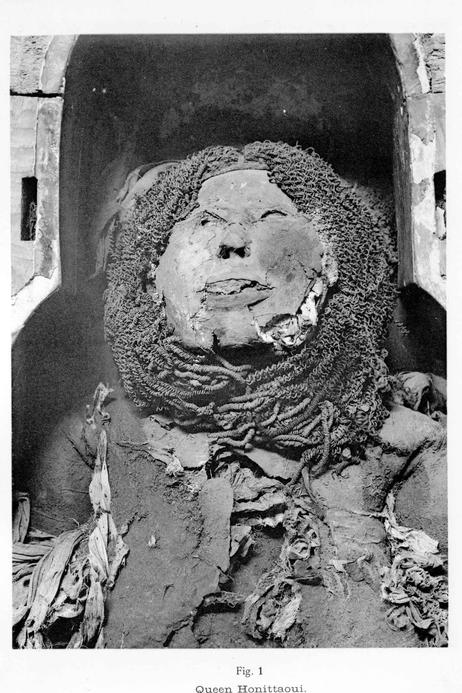
Мумія Хенутаві до реставрації

Її мумію та труни було знайдено у похованні DB320 разом з тілами кількох членів її найближчої родини. Перед тим, як її перенесли до схрону, вона була похована в іншому місці, але первісне місце поховання невідоме.
Мумія Хенутаві була знайдена в комплекті з двох дерев'яних трун. Труни, мабуть, були вкриті золотом, але все золото було відшаровано. Зараз вони знаходяться в Єгипетському музеї Каїра. Мумія була пошкоджена грабіжниками гробниць. У пошуках скарабея-серця була пробита основна частина грудної клітини. Впорскування білизни під шкіру суб'єкта стало звичайною практикою при муміфікації 20-ї династії. Але це призвело до того, що плоть на обличчі леді Хенутаві розірвалася. Обличчя цариці було відновлено після її знахідки.
Огюст Марієт придбав два великі похоронні сувої з папірусу, які, як вважають, належали королеві Хенутаві.
| O10 | dwA · H8 · t | W10 · t · N17 · N17 |

| O10 | dwA · H8 · t | W10 · t · N17 · N17 |